# Лук'ян Галкін
Лук'ян Галкін (нар.17 січня 1990) — український кінокритик, директор департаменту зовнішнього виробництва соціально впливового контенту та копродукції НСТУ, головний редактор та співзасновник онлайн-видання Moviegram, лектор освітніх заходів з питань кіно.

## Освіта та професійна діяльність
У 1996 році Лук'ян Галкін розпочав навчання у школі. У 2006-му вступив до Київського національного університету театру, кіно і телебачення імені Івана Карпенка-Карого. У 2011 році починає навчатись на магістратурі при ньому, де згодом працює викладачем. У своїй науковій роботі вивчає та досліджує тематику влади у фільмах Олександра Сокурова.
З 2013 по 2014 рр. працював викладачем кіномистецтва у КПІ та Інституті мистецтв художнього моделювання та дизайну ім. Сальвадора Далі.
У 2015 році Лук'ян разом з Анною Шакун започаткували інтернет-видання Moviegram. Це некомерційний проєкт авторських досліджень і аналізу візуального мистецтва: кіно, серіалів та відеоарту, де Лук'ян Галкін є головним редактором.

## Суспільне мовлення
У 2017 році починає працювати на суспільних телеканалах Перший та Культура.
З 6 жовтня 2017 року на «Першому» кінознавець Лук'ян став ведучим авторської програми «Як дивитися кіно», куди запрошує українських продюсерів, режисерів та сценаристів, де разом аналізують світовий та вітчизняний кінематограф.
1 грудня 2017 року Лук'ян Галкін обійняв посаду виконавчого продюсера «Культури». У статті видання Детектор медіа Лук'ян Галкін розповів про своє бачення вдосконалення телеканалу та плани розвитку. На його думку, є потреба змінювати форму й візуальне наповнення контенту, а також — вдосконалити спосіб подачі наявних телепрограм, які вважає актуальними на теперішній час.
|  | «На "UA: Культура", не побоюся цих слів, є унікальні надбання. Ми живемо у світі агресивної візуальної культури й іноді можемо не розгледіти змісту, почавши сприймати форму. Бо якщо форма не відповідає нашим естетичним категоріям, зміст вже не зацікавить. А тому деякі програми телеканалу треба буде переодягти. І якщо вже зараз "UA: Культура" виглядатиме хоч трошки новішою, матиме той вигляд, що змусить не просто лишитися старих глядачів, а ще й привабить нових, то кожен новий глядач буде перемогою. З’явиться також і більш сучасний контент, але не за рахунок більш класичного – і, звісно, всі зміни будуть впроваджуватися за участі Юрія Макарова, – говорить Лук’ян Галкін. – На "UA: Культура" може органічно співіснувати класицизм, модерн чи постмодерн. А у суспільного мовника є дуже важлива функція – поєднувати. І канал "UA: Культура" – це можливість показати, що ми маємо єдину культуру, яка неоднорідна, але єдина в своїй цінності". |

У липні 2018-го «Культура» разом з онлайн-виданням про кіно Moviegram започатковують власний кіноклуб, де Лук'ян проводить зустрічі перегляду та спільного обговорення стрічок в рамках проєкту, що отримав назву: КіноКульт.

## Додаткова діяльність
Зокрема, Лук'ян Галкін є лектором на різноманітних освітніх заходах і платформах, таких як PhotoCULT, WisecoW, «Культурний проєкт» та інші.

## Особисті погляди про кіно
|  | Я віддаю перевагу кіно, яке вибиває мене із зони комфорту. Раніше цей потяг був інстинктивним, але зараз я дуже чітко розумію причину: це унікальний глядацький досвід, який не захочеш отримувати в реальному житті. Коли кіно робить страшно, боляче, моторошно і сумно, воно допомагає нам певним чином відтермінувати події, які можуть відбуватися насправді. Дивовижно, але пам’ять по-справжньому вражаючі й стресові події сприймає однаково – неважливо, чи ми їх переживали, чи лише бачили на екрані. Фільми, яким я надаю перевагу – це в першу чергу ті, які можуть по-іншому показати систему етики і забезпечують певний рівень естетичного задоволення, —розповідає Лук’ян Галкін. |